# 宮本春樹
宮本 春樹（みやもと はるき、1936年3月30日 - 2016年12月11日 ）は、日本の運輸官僚。海上保安庁長官などを務めた。

## 来歴・人物
千葉県出身。1959年に東京大学法学部を卒業し、同年に運輸省に入省した。1990年6月に航空局長を経て、1991年6月に海上保安庁長官に就任し、1997年10月には運輸施設整備事業団理事長に就任。2000年7月に空港施設顧問に就任し、2001年6月に社長に昇格し、2006年6月には会長に就任した。
2006年4月に瑞宝重光章を受章。。
2016年12月11日、病気のために死去。80歳没。